# Sweet Illusion
『Sweet Illusion』（スイート・イリュージョン）は、日本のハードロックバンドaphasiaの2作目のミニアルバム。2009年8月発売。発売元はBit Organization。

## 概要
- aphasiaの2009年発表のミニアルバム。
- この作品に収録の"CRUSH & BURN！"は次作「Ever-lasting Blue」でリメイクされている。

## 収録曲
1. FUN☆FUN
2. CRUSH & BURN!
3. 時の悪戯
4. I MISS YOU
5. GET IT！
（作詞：売野雅勇  作曲：馬飼野康二）
  - アニメ「戦闘メカ ザブングル」の劇場版作品「ザブングル・グラフィティ」イメージソングカバー、オリジナルはMIO（現MIQ）。
6. Z・刻をこえて
（日本語版作詞：井荻麟　作曲：ニール・セダカ）
  - アニメ「機動戦士Ζガンダム」（第1話 - 第23話）主題歌カバー、オリジナルは鮎川麻弥。
7. FUN☆FUN <Karaoke>

## 参加ミュージシャン
- 流風（luka） - ボーカル
- goe - ギター
- jun - ドラム

（Additional Musician）
- Saki - ベース
- Hitoshi Endo - キーボード
- Kokado Manabu - キーボード